# Connie Chiume

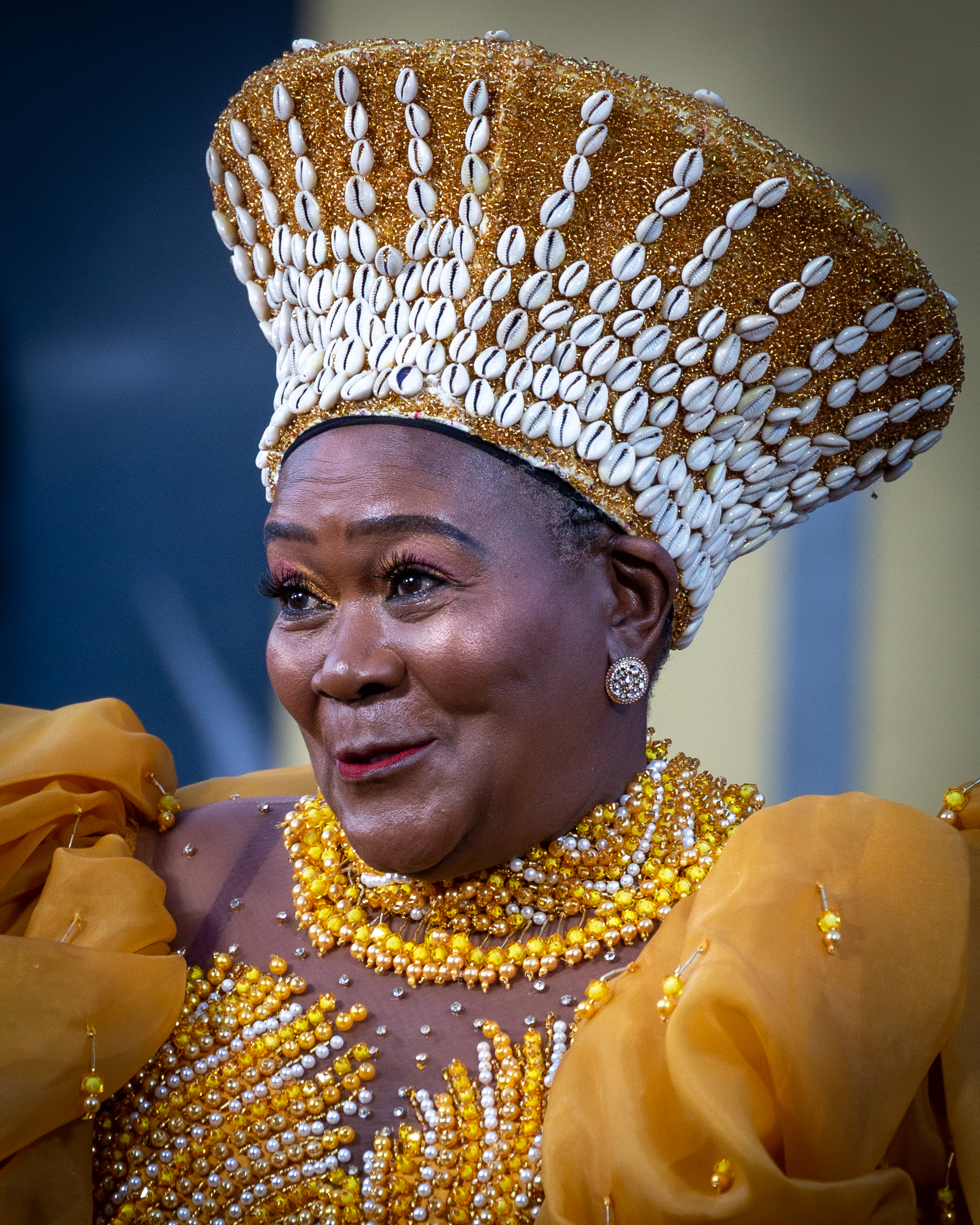
Connie Chiume, 2022

Connie Chiume (* 5. Juni 1952 in Welkom; † 6. August 2024 in Johannesburg) war eine südafrikanische Filmschauspielerin.

## Leben
Connie Chiume absolvierte zunächst ein Lehramtsstudium. Ab 1977 wurde sie als Theater- und Musical-Schauspielerin aktiv und war zeitweise in Griechenland und Israel auf Tournee. Ab den 1980er Jahren kamen erste Rollenangebote für Fernsehserien und Filme. 2000 spielte sie „Wanjiku“ im Drama Ich träumte von Afrika. Landesweit bekannt wurde sie als mütterliche „Mamokete Khuse“ in der Seifenoper Rhythm City ab 2007. 2018 spielte sie eine kleine Rolle in Black Panther. 2020 spielte sie im Musikfilm Black Is King und der Serie Queen Sono mit.
Chiume starb am 6. August 2024 im Garden City Hospital von Johannesburg im Alter von 72 Jahren.

## Filmografie (Auswahl)
- 2000: Ich träumte von Afrika (I Dreamed of Africa)
- 2003: Soul City (Fernsehserie, 2 Folgen)
- 2005–2008: Zone 14 (Fernsehserie, ? Folgen)
- 2006: Home Affairs (Fernsehserie, 13 Folgen)
- 2007–2015: Rhythm City (Fernsehserie, 101 Folgen)
- 2018: Black Panther
- 2018–2020: Housekeepers (Fernsehserie, 17 Folgen)
- 2019: Blessers
- 2020: Black Is King
- 2020: Queen Sono (Fernsehserie, 3 Folgen)